# Ифугао (провинция)
Ифугао (таг. Ipugaw) — провинция Филиппин на острове Лусон в Кордильерском административном регионе. Площадь составляет 2 517,8 км². Административный центр — город Лагаве. Население по данным переписи 2010 года составляет 191 078 человек.

## Этимология
Название провинции происходит от названия одного из местных племен, населяющих горные районы, ифугао, произведенного от слов «и-пуго» (также звучит, как «ипуго, ипугау»), что в переводе значит «люди земли», или «люди с гор». Термин ифугао относится также и к языку одноименного племени, в котором выделяется еще несколько диалектов, например, тували и аянган.
Кроме этого, здесь употребляется еще один термин, игороты, под которым объединяют всех обитателей региона Кордильеры, в частности, так называют и некоторых жителей соседней провинции Бенгет.

## География
Ифугао граничит со следующими провинциями: на западе — Бенгет, на севере — Горная провинция, на востоке — Исабела, на юге — Нуэва-Виская. Территория провинции холмистая, пересеченная речными долинами, покрыта в основном лесными массивами.

## История
В конце Второй мировой войны провинция Ифугао была центром военных действий. Окончательно официальный статус провинция получила в 1966 году, в результате разделения Горной Провинции на 4 части. Тогда же Лагаве получил статус административного центра.

## Административное деление
В административном отношении подразделяется на 11 муниципалитетов:
| - Агинальдо - Альфонсо-Листа - Асипуло - Банауэ - Хингйон - Хунгдуан | - Кианган - Лагаве - Ламут - Майояо - Тинок |

## Традиции
Традиционный дом ифугао строят на вершинах гор и скал. Этот народ занимается только сельским хозяйством и охотой, сохраняет патриархальные традиции, но славится своей независимостью.
Главной достопримечательностью здесь являются рисовые террасы Банауэ, которые существуют около 2000 лет, и созданы без помощи машинной техники. Главное внимание в общественной жизни ифугао уделено рису. С его культивированием связана большая часть деятельности народа, и ему посвящены многие ритуалы и праздники. С рисом связаны некоторые табу (запреты), вокруг него сложился своеобразный культ. В честь него устраиваются грандиозные праздники, которые отмечают по поводу посева, сбора урожая и других этапов культивации риса. В том числе и ежегодный фестиваль Имбаян, на котором устраиваются гонки на деревянных самокатах.
Для народа ифугао древние обычаи — основа законов. Но обычаи ничего не значат, если не подкреплены знанием родословной своих предков. Здесь бытует такая поговорка: «Мы делаем только то, чему наши предки учили нас».

## Галерея
- Рисовые террасы в Банауэ
- Рисовые террасы Нагакадан
- Террасы в Батад
- Традиционный дом ифугао